# Giovanni Battista de Rossi

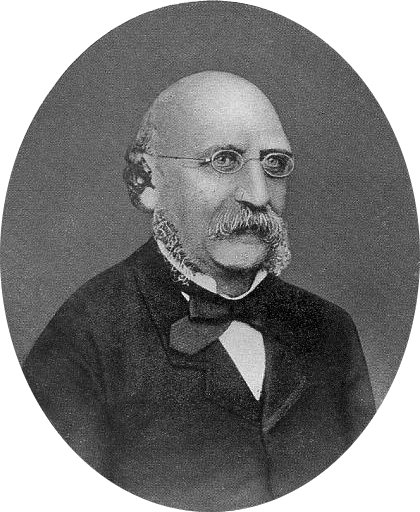
Giovanni Battista de Rossi.

Giovanni Battista de Rossi, född 23 februari 1822 i Rom, död 20 september 1894 i Castel Gandolfo, var en italiensk fornforskare och arkeolog. De Rossi är framför allt känd för sina utgrävningar av Roms katakomber, och kallas "grundaren av den kristna arkeologin" av Catholic Encyclopedia.

## Biografi
Giovanni Battista de Rossi föddes i Rom som son till Commendatore Camillo Luigi De Rossi och Marianna Marchesa Bruti. Han företog sina grundläggande studier i Rom, fortsatte vid jesuiternas Collegio Romano och därefter vid Sapienza, där han blev 1843 doctor utriusque juris ad honorem och sedermera professor. 
Utrustad med ovanligt skarpsinne och stor viljekraft, ådrog han sig redan tidigt den lärda världens uppmärksamhet genom sina tidskriftsartiklar, i vilka han redogjorde för sina upptäckter i och omkring Rom. Särskilt slog han sig på studiet av de äldsta kristna minnesmärkena. För katakomberna och kristendomens urhistoria samt den äldsta församlingsorganisationen är hans arbeten epokgörande. Hans husvudverk i dessa ämnen är Martyrologium Hieronymianum, Inscriptiones christianæ urbis Romæ septimo sæculo antiquiores (1857-61) samt Roma sotterranea cristiana (1864-77). Från detta arbete har alla de många senare verk, som behandlat Roms kristna katakomber, i stor utsträckning hämtat sina uppgifter. Hans Codicum latinorum bibliothecae Vaticanae används av Vatikanbiblioteket som register över dess handskrifter.
År 1849 återupptäckte han Calixtus katakomber, vid Via Appia Antica. Där finns påvarna fram till 300-talet begravda. Han återfann även flera av deras epitafer. År 1888 fann han Codex Amiatinus, den äldsta versionen av Vulgata.